# Výreček malý
Výreček malý (Otus scops) je malý druh sovy z čeledi puštíkovití.

## Popis
Výreček je velmi malou sovou s pernatými oušky na hlavě. Dosahuje rozpětí křídel mezi 45–63 cm (jedno křídlo měří obvykle okolo 16 cm). Váží zhruba 70–85 g, výjimečně přes 100 g. Typickými barvami peří jsou hnědá, šedá a černá s příměsí bílé. Výreček dokáže dokonale splynout s okolním prostředím, jeho maskování velmi připomíná kůru běžných stromů.

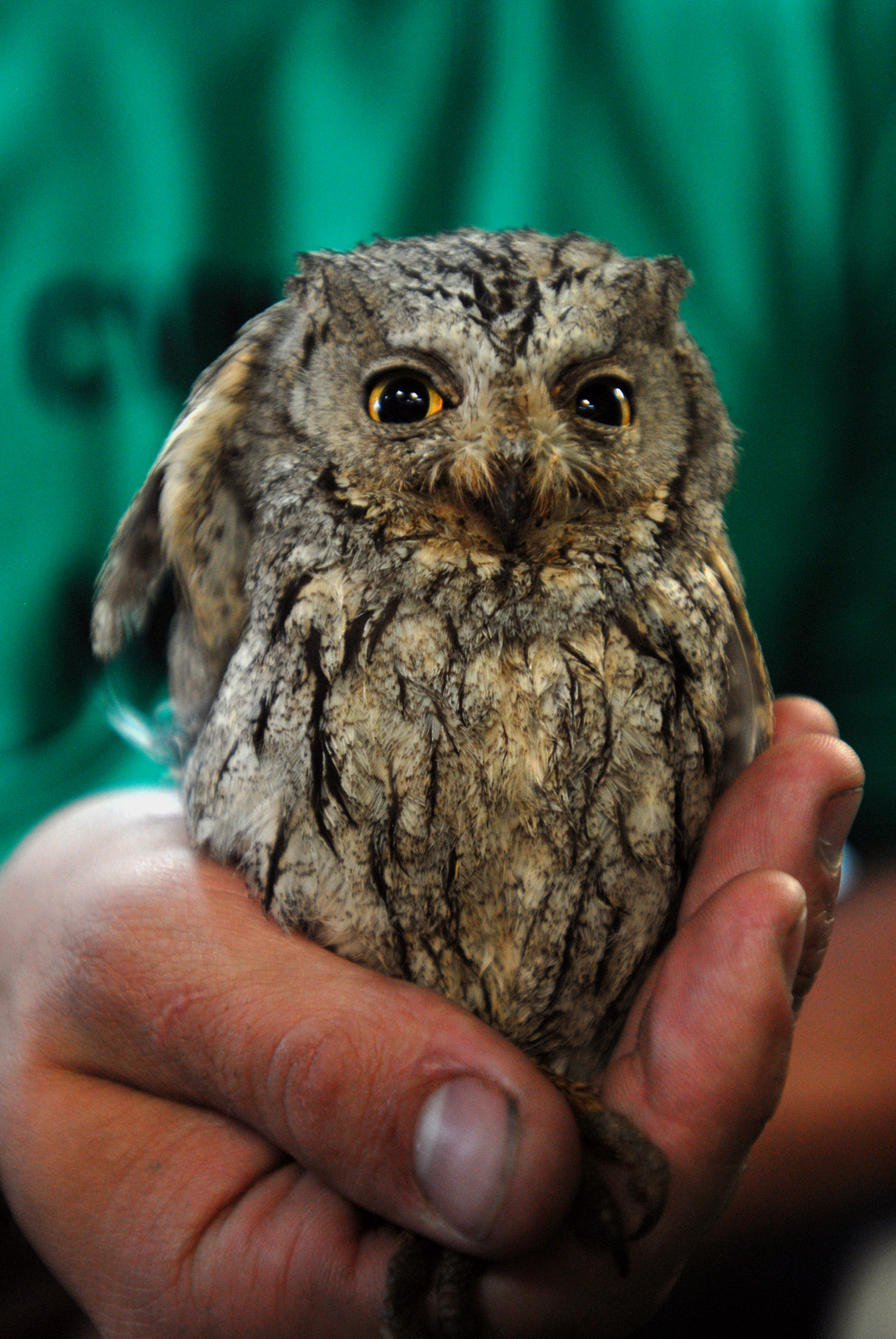
Výreček malý – srovnání velikosti s lidskou rukou

## Rozšíření a biotop

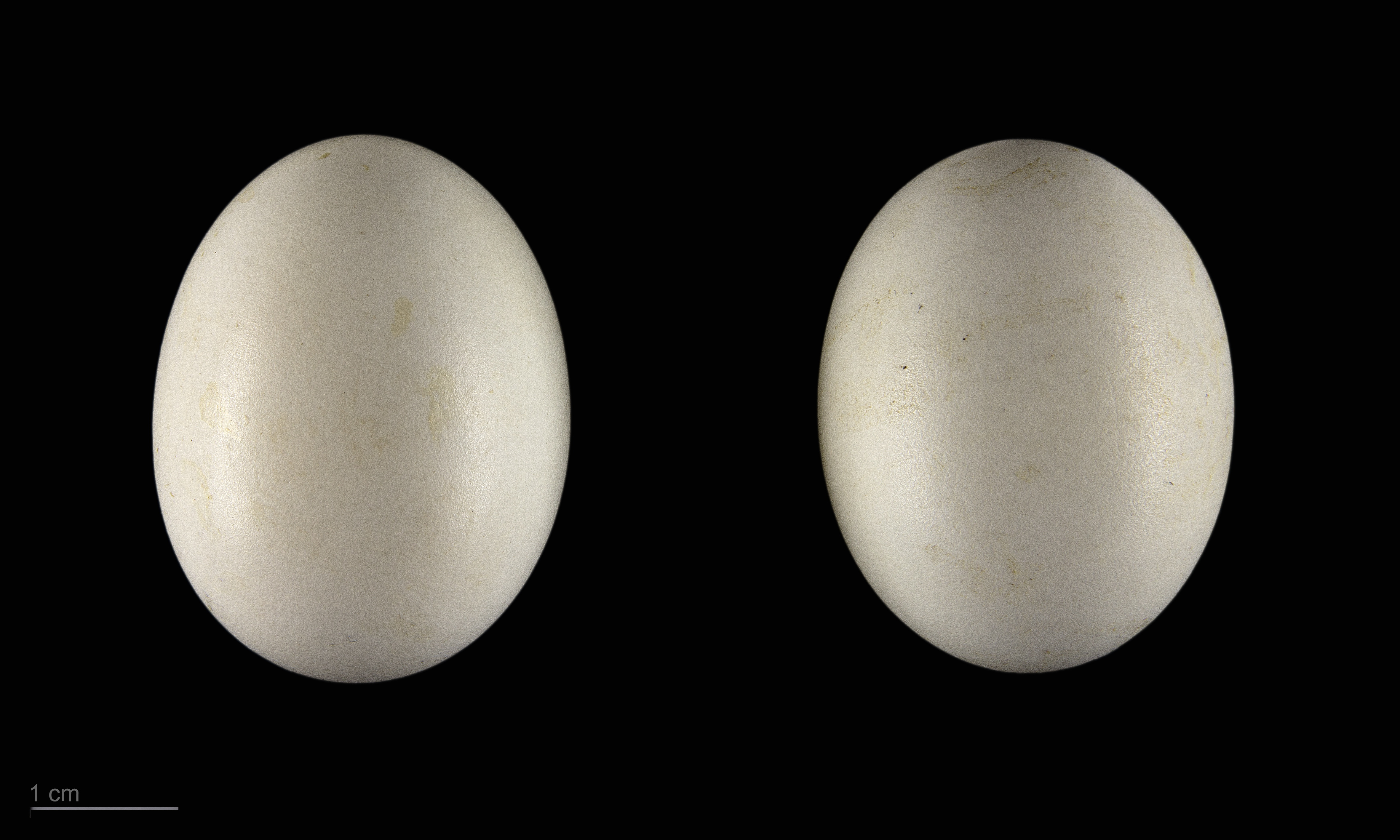
Otus scops

Výreček je rozšířen především v jižní a východní Evropě a v západní Asii. Na zimu odlétá do střední Afriky, odkud se na jaře (obvykle ve druhé polovině dubna) vrací. Hnízdí v listnatých a smíšených lesích, lesostepích, hájích, parcích a zahradách. V České republice je extrémně vzácný. Poprvé zde byl spatřen hnízdit v roce 1998, od té doby je zaznamenáno každoročně několik pozorování. Počet hnízdících párů je zcela nepatrný, dosahuje 1–3.

## Život a rozmnožování
Hnízdí v dutinách, škvírách a výklencích ve zdi, případně v opuštěných hnízdech, vlastní hnízdo si nestaví. Hnízdiště vybírá samec, intenzivně ho brání a láká do něj samici monotónním pískáním. Samice dá najevo spokojenost s hnízdem tím, že na něm zůstane přes den. Klade 2–8 (nejčastěji 4–5) bílých vajec. Na hnízdě sedí sama, samec jí při tom krmí. Za 24–26 dní se vylíhnou mláďata, o něž pečují oba rodiče. Po třech týdnech dokáží mláďata opustit hnízdo, ale zdržují se stále v jeho okolí a rodiče je krmí a pomáhají s prvními lovy. Výreček se dožívá až 12 let.

## Potrava
Výreček malý loví v podvečer a v noci a to především různé druhy hmyzu. Po úlovku pátrá ze svého stanoviště na větvi. Jako všechny sovy má zúžený zorný úhel, ale dokáže to kompenzovat otáčením hlavy. Jeho kořistí jsou nejčastěji sarančata, kobylky, vážky, cikády, mouchy, různí brouci, můry, škvoři, housenky a mravenci. Dále konzumuje jiné členovce jako jsou stonožky, mnohonožky, pavouci a žížaly. Loví i různé malé hlodavce – hraboše, myši, myšice a rejsky. Výjimečně zabije ještěrky, žáby, malé hady nebo drobné ptáky, např. hýla či strnada. Malou kořist konzumuje celou (létavému hmyzu ale obvykle trhá křídla), větší úlovek si natrhá na části. Ptáky před pozřením oškube.

## Ochrana
Podle IUCN je výreček veden jako málo dotčený (least concern). Odhaduje se, že na světě žije 1 000 000–3 000 000 jedinců, přičemž většina tohoto počtu je v Evropě. Populační trend je nicméně úbytek. Zcela jiná je situace v České republice, kde jde o ptáka nesmírně vzácného a přísně chráněného.